# Palythoa horstii
Palythoa horstii is een Zoanthideasoort uit de familie van de Sphenopidae. De wetenschappelijke naam van de soort is voor het eerst geldig gepubliceerd in 1924 door Pax.